# Paris–Somain
Paris–Somain war ein französisches Eintagesrennen für Berufsfahrer und Unabhängige.

## Geschichte
Das Rennen führte von der Hauptstadt Paris nach Somain im Département Nord. Es wurde 1929 begründet und hatte fünf Austragungen.

## Palmarès
- 1929  Émile Decroix
- 1930  Henri Coplo
- 1931 nicht ausgetragen
- 1932  Émile Bruneau
- 1933 nicht ausgetragen
- 1934  André Vanderdonckt
- 1935 nicht ausgetragen
- 1936  François Blin